# Ulrich Papenkort
Ulrich Papenkort (* 27. Mai 1956 in Hagen) ist ein deutscher Erziehungswissenschaftler und Hochschullehrer.

## Leben
Nach einer Ausbildung zum Krankenpflegehelfer 1977 studierte Ulrich Papenkort von 1977 bis 1986 an den Universitäten Trier und Münster Erziehungswissenschaft mit dem Abschluss Diplom und zusätzlich Geschichtswissenschaft, Philosophie und Soziologie. Anschließend war er bis 1993 wissenschaftlicher Mitarbeiter am Lehrstuhl für Allgemeine Pädagogik der Katholischen Universität Eichstätt-Ingolstadt, wo er 1991 promovierte.
Von 1993 bis 2002 war er Fachreferent für Gesundheits- und Familienbildung in der Abteilung Erwachsenenbildung des Generalvikariats des Erzbistums Köln. 
Seit 2002 ist Ulrich Papenkort Professor für Pädagogik und Theater der Katholischen Hochschule Mainz, seit 2008 ist er Dekan des Fachbereichs Soziale Arbeit und Sozialwissenschaften. Seine Forschungsschwerpunkte sind Allgemeine Pädagogik, Erwachsenendidaktik, Theaterpädagogik und Beratung. Neben seiner Hochschultätigkeit wirkt Ulrich Papenkort in eigener Praxis als zertifizierter Coach und im Theater im Keller in Bonn als Schauspieler und Regisseur.
Zum 1. September 2020 wurde er zum Rektor der Katholischen Hochschule Mainz gewählt.

## Veröffentlichungen

### Monographien
- methoden-kartothek.de. Spielend Seminare planen für Weiterbildung, Training und Schule. W. Bertelsmann Verlag, Bielefeld: 2012 (zusammen mit Ulrich Müller, Martin Alsheimer, Ulrich Iberer).
- "Studium generale". Geschichte und Gegenwart eines hochschul-pädagogischen Schlagwortes. Deutscher Studienverlag, Weinheim 1993.

### Sammelbände
- Beratung. Dimensionen einer kommunikativen Praxis. EOS-Verlag, St. Ottilien 2014 (Schriftenreihe der KH, Bd. 7) (mit Hanne Kohl).
- Prävention. Fachübergreifende Einführung in eine besondere Interventionsform. EOS-Verlag, St. Ottilien 2008 (Schriftenreihe der KFH, Bd. 3).
- Gesundheit in der Weiterbildung. Erkenntnisse, Erfahrungen und Empfehlungen zur Gesundheitsbildung. Echter Verlag, Würzburg 1997 (mit Kurt Koddenberg).
- Idee und Wirklichkeit des Studium generale. Fachübergreifende Hochschulbildung. Pustet Verlag, Regensburg 1995.

### Aufsätze (Auswahl)
- Sich mit jemandem orientieren. Vorüberlegungen zu einer allgemeinen Theorie der Beratung. In: Hanne Kohl/Ulrich Papenkort (Hrsg.): Beratung. Dimensionen einer kommunikativen Praxis. EOS-Verlag, St. Ottilien 2014, S. 275–334.
- Akkulturation als anthropologischer Grundbegriff der Pädagogik. In: Bildung und Erziehung 65 (2012), S. 91–105.
- Psychotherapie und die Frage nach dem nicht unglücklichen Leben. In: Monika Bormann/Ulrike Maus/Georg Zilly: Ethik für alle Fälle. Arbeitsbuch zur Ethik in Psychotherapie und Beratung. dgvt-Verlag, Tübingen 2009, S. 77–85.
- Der Bildungsbegriff der Gegenwart. Versuch einer Systematik. In: Herbert Frohnhofen, Susanne Schewior-Popp (Hrsg.): Bildung. EOS-Verlag, St. Ottilien 2006, S. 57–79.
- Studium generale. In: Anton Hügli (Hrsg.): Historisches Wörterbuch der Philosophie. Bd. 10, Schwabe & Co, Basel 1998, Sp. 350–352.